# Patrik Kühnen
Patrik Kühnen (ur. 11 lutego 1966 w Püttlingen) – niemiecki tenisista i trener tenisa, zdobywca Pucharu Davisa.

## Kariera tenisowa
Zawodowym tenisistą był w latach 1985–1996.
Startując w turniejach singlowych osiągnął 2 finały w zawodach rangi ATP World Tour, natomiast w grze podwójnej doszedł do 6 finałów, z których w 3 triumfował.
W latach 1988, 1989, 1993, 1994 reprezentował Niemcy w Pucharze Davisa wygrywając łącznie 7 meczów z 8 rozegranych. W 1988, 1989 i 1993 Niemcy z Kühnenem w składzie zdobyły trofeum.
W rankingu gry pojedynczej najwyżej był na 43. miejscu (15 maja 1989), a w klasyfikacji gry podwójnej na 28. pozycji (5 lipca 1993).
Po zakończeniu kariery pracował w latach 2003–2012 jako kapitan reprezentacji Niemiec w Pucharze Davisa oraz doprowadził reprezentację do mistrzostwa w Drużynowym Pucharze Świata w latach 2005 i 2011. Kühnen jest również dyrektorem turnieju BMW Open w Monachium.

### Finały w turniejach ATP World Tour
| Legenda                                      |
| -------------------------------------------- |
| Wielki Szlem                                 |
| Igrzyska olimpijskie                         |
| Tennis Masters Cup / ATP Finals              |
| ATP Masters Series / ATP Tour Masters 1000   |
| ATP International Series Gold / ATP Tour 500 |
| ATP International Series / ATP Tour 250      |

#### Gra pojedyncza (0–2)
| Końcowy wynik | Nr | Data              | Turniej  | Nawierzchnia    | Przeciwnik     | Wynik finału  |
| ------------- | -- | ----------------- | -------- | --------------- | -------------- | ------------- |
| Finalista     | 1. | 8 stycznia 1989   | Adelaide | Twarda          | Mark Woodforde | 5:7, 6:1, 5:7 |
| Finalista     | 2. | 14 listopada 1993 | Moskwa   | Dywanowa (hala) | Marc Rosset    | 4:6, 3:6      |

#### Gra podwójna (3–3)
| Końcowy wynik | Nr | Data                 | Turniej   | Nawierzchnia    | Partner          | Przeciwnicy                     | Wynik finału |
| ------------- | -- | -------------------- | --------- | --------------- | ---------------- | ------------------------------- | ------------ |
| Finalista     | 1. | 18 października 1987 | Tuluza    | Twarda (hala)   | Michiel Schapers | Wojciech Fibak Michiel Schapers | 2:6, 4:6     |
| Zwycięzca     | 1. | 15 listopada 1987    | Frankfurt | Dywanowa (hala) | Boris Becker     | Scott Davis David Pate          | 6:4, 6:2     |
| Zwycięzca     | 2. | 14 lutego 1988       | Rotterdam | Dywanowa (hala) | Tore Meinecke    | Magnus Gustafsson Diego Nargiso | 7:6, 7:6     |
| Finalista     | 2. | 15 września 1991     | Bordeaux  | Twarda          | Alexander Mronz  | Arnaud Boetsch Guy Forget       | 2:6, 2:6     |
| Zwycięzca     | 3. | 10 stycznia 1993     | Doha      | Twarda          | Boris Becker     | Shelby Cannon Scott Melville    | 6:2, 6:4     |
| Finalista     | 3. | 13 października 1996 | Pekin     | Dywanowa (hala) | Gary Muller      | Martin Damm Andriej Olchowski   | 4:6, 5:7     |